# 薩朗夫湖
46°8′21″N 6°57′17″E / 46.13917°N 6.95472°E

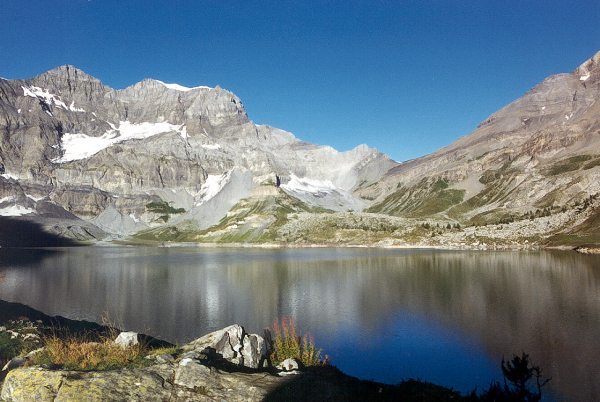

薩朗夫湖是瑞士的湖泊，位於該國西南部瓦萊州，長2公里，面積1.62平方公里，集水區面積18.4平方公里，海拔高度1,925米，最大水深48米，蓄水量4千萬立方米。